# Бібліотека імені Новикова-Прибоя (Маріуполь)
Бібліотека імені Новикова-Прибоя — була заснована в 1931 році, розташована в Приморському районі міста Маріуполя.
Бібліотека має ім'я видатного письменника-мариніста Олексія Новікова-Прибоя (1877—1944), який був добре знайомий з українською культурою і мистецтвом. Його наставником був видатний художник-передвижник, маріуполець А. І. Куїнджі. Одним з провідних напрямків бібліотечної роботи є краєзнавство (з 1988 р). Бібліотека, єдина в місті, має в своєму фонді підшивки міської газети «Приазовский рабочий» з кінця 50-х років.
В бібліотеці працює літературно-поетичний клуб «Світанок».